# Aliança per a la Integració Europea
Aliança per a la Integració Europea (romanès Alianţa pentru Integrare Europeană) va ser una coalició política de la república de Moldàvia

## Antecedents
Zinaida Greceanîi fou nomenada primera ministra de Moldàvia després que el Partit dels Comunistes de la República de Moldàvia (PCRM) guanyés les eleccions legislatives moldaves d'abril de 2009 però l'oposició no va acceptar els resultats i acusà al partit guanyador de frau electoral. Entre el 7 i el 15 d'abril es produïren manifestacions que culminaren amb l'assalt a l'edifici del Parlament, un noi mort i acusació de tortures per part de la policia. Un cop reunit el Parlament, no fou capaç d'escollir un president de la cambra, raó per la qual es convocaren eleccions per al juliol.

## Formació
L'aliança es va formar el 8 d'agost de 2009 per tots els partits de l'oposició ( Partit Liberal Democràtic de Moldàvia,  Partit Liberal,  Partit Democràtic de Moldàvia i  Partit Aliança Moldàvia Nostra) després de les eleccions legislatives moldaves de juliol de 2009 convocades després dels disturbis d'abril.

## Resultats
El Partit dels Comunistes de la República de Moldàvia (PCRM) va obtenir 48 diputats, mentre que els quatre partits de l'oposició van obtenir els 53 restants de 101 membres es va anar a quatre partits de l'oposició. En calien 51 per a escollir portaveu i primer ministre, i 61 per a escollir president. Així la coalició va formar govern i envià als comunistes a l'oposició.
| Partits / Coalicions                 | Escons | Parlament de Moldàvia després de les eleccions de 2010 | Parlament de Moldàvia després de les eleccions de 2010 | Parlament de Moldàvia després de les eleccions de 2010 | Parlament de Moldàvia després de les eleccions de 2010 | Parlament de Moldàvia després de les eleccions de 2010 | Parlament de Moldàvia després de les eleccions de 2010 | Parlament de Moldàvia després de les eleccions de 2010 | Parlament de Moldàvia després de les eleccions de 2010 | Parlament de Moldàvia després de les eleccions de 2010 | Parlament de Moldàvia després de les eleccions de 2010 | Parlament de Moldàvia després de les eleccions de 2010 | Parlament de Moldàvia després de les eleccions de 2010 | Parlament de Moldàvia després de les eleccions de 2010 | Parlament de Moldàvia després de les eleccions de 2010 | Parlament de Moldàvia després de les eleccions de 2010 | Parlament de Moldàvia després de les eleccions de 2010 | Parlament de Moldàvia després de les eleccions de 2010 | Parlament de Moldàvia després de les eleccions de 2010 | Parlament de Moldàvia després de les eleccions de 2010 | Parlament de Moldàvia després de les eleccions de 2010 | Parlament de Moldàvia després de les eleccions de 2010 | Parlament de Moldàvia després de les eleccions de 2010 | Parlament de Moldàvia després de les eleccions de 2010 | Parlament de Moldàvia després de les eleccions de 2010 | Parlament de Moldàvia després de les eleccions de 2010 | Parlament de Moldàvia després de les eleccions de 2010 | Parlament de Moldàvia després de les eleccions de 2010 | Parlament de Moldàvia després de les eleccions de 2010 | Parlament de Moldàvia després de les eleccions de 2010 | Parlament de Moldàvia després de les eleccions de 2010 | Parlament de Moldàvia després de les eleccions de 2010 | Parlament de Moldàvia després de les eleccions de 2010 | Parlament de Moldàvia després de les eleccions de 2010 | Parlament de Moldàvia després de les eleccions de 2010 | Parlament de Moldàvia després de les eleccions de 2010 | Parlament de Moldàvia després de les eleccions de 2010 | Parlament de Moldàvia després de les eleccions de 2010 | Parlament de Moldàvia després de les eleccions de 2010 | Parlament de Moldàvia després de les eleccions de 2010 | Parlament de Moldàvia després de les eleccions de 2010 | Parlament de Moldàvia després de les eleccions de 2010 | Parlament de Moldàvia després de les eleccions de 2010 | Parlament de Moldàvia després de les eleccions de 2010 | Parlament de Moldàvia després de les eleccions de 2010 | Parlament de Moldàvia després de les eleccions de 2010 | Parlament de Moldàvia després de les eleccions de 2010 | Parlament de Moldàvia després de les eleccions de 2010 | Parlament de Moldàvia després de les eleccions de 2010 | Parlament de Moldàvia després de les eleccions de 2010 | Parlament de Moldàvia després de les eleccions de 2010 | Parlament de Moldàvia després de les eleccions de 2010 | Parlament de Moldàvia després de les eleccions de 2010 | Parlament de Moldàvia després de les eleccions de 2010 | Parlament de Moldàvia després de les eleccions de 2010 | Parlament de Moldàvia després de les eleccions de 2010 | Parlament de Moldàvia després de les eleccions de 2010 | Parlament de Moldàvia després de les eleccions de 2010 | Parlament de Moldàvia després de les eleccions de 2010 | Parlament de Moldàvia després de les eleccions de 2010 |
| ------------------------------------ | ------ | ------------------------------------------------------ | ------------------------------------------------------ | ------------------------------------------------------ | ------------------------------------------------------ | ------------------------------------------------------ | ------------------------------------------------------ | ------------------------------------------------------ | ------------------------------------------------------ | ------------------------------------------------------ | ------------------------------------------------------ | ------------------------------------------------------ | ------------------------------------------------------ | ------------------------------------------------------ | ------------------------------------------------------ | ------------------------------------------------------ | ------------------------------------------------------ | ------------------------------------------------------ | ------------------------------------------------------ | ------------------------------------------------------ | ------------------------------------------------------ | ------------------------------------------------------ | ------------------------------------------------------ | ------------------------------------------------------ | ------------------------------------------------------ | ------------------------------------------------------ | ------------------------------------------------------ | ------------------------------------------------------ | ------------------------------------------------------ | ------------------------------------------------------ | ------------------------------------------------------ | ------------------------------------------------------ | ------------------------------------------------------ | ------------------------------------------------------ | ------------------------------------------------------ | ------------------------------------------------------ | ------------------------------------------------------ | ------------------------------------------------------ | ------------------------------------------------------ | ------------------------------------------------------ | ------------------------------------------------------ | ------------------------------------------------------ | ------------------------------------------------------ | ------------------------------------------------------ | ------------------------------------------------------ | ------------------------------------------------------ | ------------------------------------------------------ | ------------------------------------------------------ | ------------------------------------------------------ | ------------------------------------------------------ | ------------------------------------------------------ | ------------------------------------------------------ | ------------------------------------------------------ | ------------------------------------------------------ | ------------------------------------------------------ | ------------------------------------------------------ | ------------------------------------------------------ | ------------------------------------------------------ | ------------------------------------------------------ | ------------------------------------------------------ |
| Aliança per a la Integració Europea  | 59     |                                                        |                                                        |                                                        |                                                        |                                                        |                                                        |                                                        |                                                        |                                                        |                                                        |                                                        |                                                        |                                                        |                                                        |                                                        |                                                        |                                                        |                                                        |                                                        |                                                        |                                                        |                                                        |                                                        |                                                        |                                                        |                                                        |                                                        |                                                        |                                                        |                                                        |                                                        |                                                        |                                                        |                                                        |                                                        |                                                        |                                                        |                                                        |                                                        |                                                        |                                                        |                                                        |                                                        |                                                        |                                                        |                                                        |                                                        |                                                        |                                                        |                                                        |                                                        |                                                        |                                                        |                                                        |                                                        |                                                        |                                                        |                                                        |                                                        |
| Partit dels Comunistes               | 42     |                                                        |                                                        |                                                        |                                                        |                                                        |                                                        |                                                        |                                                        |                                                        |                                                        |                                                        |                                                        |                                                        |                                                        |                                                        |                                                        |                                                        |                                                        |                                                        |                                                        |                                                        |                                                        |                                                        |                                                        |                                                        |                                                        |                                                        |                                                        |                                                        |                                                        |                                                        |                                                        |                                                        |                                                        |                                                        |                                                        |                                                        |                                                        |                                                        |                                                        |                                                        |                                                        |                                                        |                                                        |                                                        |                                                        |                                                        |                                                        |                                                        |                                                        |                                                        |                                                        |                                                        |                                                        |                                                        |                                                        |                                                        |                                                        |                                                        |
| PCRM (42) PLDM (32) PDM (15) PL (12) |        |                                                        |                                                        |                                                        |                                                        |                                                        |                                                        |                                                        |                                                        |                                                        |                                                        |                                                        |                                                        |                                                        |                                                        |                                                        |                                                        |                                                        |                                                        |                                                        |                                                        |                                                        |                                                        |                                                        |                                                        |                                                        |                                                        |                                                        |                                                        |                                                        |                                                        |                                                        |                                                        |                                                        |                                                        |                                                        |                                                        |                                                        |                                                        |                                                        |                                                        |                                                        |                                                        |                                                        |                                                        |                                                        |                                                        |                                                        |                                                        |                                                        |                                                        |                                                        |                                                        |                                                        |                                                        |                                                        |                                                        |                                                        |                                                        |                                                        |

Els quatre dirigents dels partits, Vlad Filat, Mihai Ghimpu, Marian Lupu, i Serafim Urechean, es van comprometre a assolir objectius com ara la superació de la crisi social i econòmica i garantir el creixement econòmic, la reintegració dels territoris, la integració europea i la promoció d'una política exterior equilibrada, coherent i responsable. La coalició va dir que vol un acord d'associació amb la Unió Europea. A més, la coalició va dir que volia establir relacions estratègiques amb Rússia i els Estats Units.
El 28 d'agost de 2009, Mihai Ghimpu va ser elegit com el president del Parlament de Moldàvia, càrrec que fou confirmat pel Tribunal Constitucional de Moldàvia el 17 de setembre. L'11 de setembre Ghimpu fou nomenat president de Moldàvia en funcions després de la dimissió de Vladimir Voronin i va ser substituït interinament pel Liberal Mihai Ghimpu, que va nomenar Vlad Filat primer ministre.

## Dissolució
L'Aliança per a la Integració Europea es va enfonsar després que Vlad Filat va ser destituït el 5 de març de 2013 per una moció de censura per acusacions de corrupció, abús de poder i tràfic d'influències.